# Fitxadu
Fitxadu é o quarto álbum de estúdio da cantora portuguesa Sara Tavares lançado em 27 de outubro de 2017 pela gravadora Sony Music. Em 2018 o álbum recebeu nomeação ao Grammy Latino na categoria Melhor Álbum de Música de Raízes em Língua Portuguesa.

## Lista de faixas
| N.º            | Título                                         | Compositor(es)                               | Duração  |  |
| 1.             | "Intro - Onda de Som"                          | Loony Johnson Sara Tavares                   | 2:14     |  |
| 2.             | "Só Sabi"                                      | Sara Tavares Virgílio Varela                 | 4:49     |  |
| 3.             | "Ginga"                                        | Sara Tavares Nancy Vieira Atchutchi Ferreira | 6:15     |  |
| 4.             | "Coisas Bunitas"                               | Sara Tavares                                 | 4:11     |  |
| 5.             | "Filingadu"                                    | Sara Tavares                                 | 3:34     |  |
| 6.             | "Brincar de Casamento" (featuring Toty Sa'Med) | Kalaf Epalanga Sara Tavares Toty Sa'Med      | 4:23     |  |
| 7.             | "Ter Peito e Espaço"                           | Edu Mundo João Pires Sara Tavares            | 3:11     |  |
| 8.             | "Txom Bom"                                     | Sara Tavares Virgílio Varela                 | 5:31     |  |
| 9.             | "Fitxadu" (featuring Princezito)               | Princezito Sara Tavares                      | 4:26     |  |
| 10.            | "Para Sempre Amor"                             | Bilan                                        | 2:56     |  |
| 11.            | "Flutuar" (featuring Paulo Flores)             | Paulo Flores Sara Tavares                    | 3:50     |  |
| 12.            | "Coisas Bunitas" (iZem & Karlos Rotsen Remix)  | Sara Tavares                                 | 4:15     |  |
| Duração total: | Duração total:                                 | Duração total:                               | 00:49:16 |  |